# Aringa
Pour les articles homonymes, voir Aringa (homonymie).
L’aringa est une langue nilo-saharienne de la branche des langues soudaniques centrales parlée dans le comté d’Aringa en Ouganda.

## Classification
L'aringa est une langue nilo-saharienne classée dans le sous-groupe moru-madi des langues soudaniques centrales.

## Écriture
| A a | B b | ʼB ʼb | C c   | D d | ʼD ʼd | E e | Ẹ ẹ | F f | G g | Gb gb | H h | I i | Ị ị | J j | K k | Kp kp | L l |
| M m | N n | Ŋ ŋ   | Ŋm ŋm | O o | Ọ ọ   | P p | R r | S s | T t | U u   | Ụ ụ | V v | W w | Y y | Z z | ʼ     |     |

Les tons sont indiqués à l’aide diacritique sur la voyelle de la syllabe :
- le ton bas avec le tilde : ‹ ã ẽ ẹ̃ ĩ ị̃ õ ọ̃ ũ ụ̃ ›
- le ton moyen sans diacritique : ‹ a e ẹ i ị o ọ u ụ ›
- le ton haut avec l’accent aigu : ‹ á é ẹ́ í ị́ ó ọ́ ú ụ́ ›
- le ton descendant avec l’accent circonflexe : ‹ â ê ệ î ị̂ ô ộ û ụ̂ ›.